# James Randi
James Randi (tên khai sinh Randall James Hamilton Zwinge; 7 tháng 8 năm 1928 – 20 tháng 10 năm 2020) là một ảo thuật gia người Mỹ gốc Canada đã nghỉ hưu và là một chuyên gia hoài nghi khoa học , người đã thách thức trước công chúng các lời đồn thổi huyền bí và giả khoa học. Randi là người đồng sáng lập Ủy ban điều tra hoài nghi (CSI), ban đầu được biết đến là Ủy ban điều tra khoa học về các luận điệu huyền bí (CSICOP). Ông cũng là người sáng lập Quỹ giáo dục James Randi (JREF). Ông bắt đầu sự nghiệp với tư cách là một ảo thuật gia dưới nghệ danh The Amazing Randi và sau đó chọn dành phần lớn thời gian của mình để điều tra những tuyên bố về các hiện tượng thần bí, huyền bí và siêu nhiên, mà ông gọi chung là "woo-woo". Randi đã nghỉ hưu hành nghề ảo thuật gia ở tuổi 60, và rời JREF ở tuổi 87.
Mặc dù thường được gọi là một "debunker" (chuyên gia lật tẩy), Randi đã nói rằng ông không thích ý nghĩa của thuật ngữ này và thích tự mô tả mình là chỉ một "điều tra viên". Ông đã viết nghiên cứu về những hiện tượng huyền bí, chủ nghĩa hoài nghi và lịch sử của phép thuật. Ông là khách mời thường xuyên của chương trình The Tonight Show với sự tham gia của Johnny Carson, nổi tiếng với việc vạch trần tay chữa lành đức tin lừa đảo Peter Popoff, và thỉnh thoảng ông được mời xuất hiện trong chương trình truyền hình Penn & Teller: Bullshit!
Trước khi Randi nghỉ hưu, JREF đã tài trợ cho Thử thách huyền bí một triệu đô la, trao giải thưởng trị giá một triệu đô la Mỹ cho những người nào nộp đơn đủ điều kiện rằng họ có thể chứng minh bằng chứng về bất kỳ năng lực thần bí, siêu nhiên hoặc huyền bí nào trong các điều kiện thực nghiệm được cả hai bên thỏa thuận đồng ý. Thử thách huyền bí này đã được JREF chính thức chấm dứt vào năm 2015. Tổ chức này sau đó tiếp tục thực hiện việc tài trợ vào các nhóm phi lợi nhuận, khuyến khích tư duy phản biện và thế giới quan dựa trên thực tế.